# 阿曼雙鋸魚
阿曼雙鋸魚為輻鰭魚綱鱸形目隆頭魚亞目雀鯛科的其中一種。

## 分布
本魚分布於阿曼海域。

## 深度
水深2至10公尺。

## 特徵
本魚體側扁，口小。整體為深褐色，體色在隨著成長褪色的稚魚中有黑色的腹鰭與臀鰭，具有非常狹窄的白色橫帶與黑色的尾鰭。在頭部上的白色的橫帶通常是橫過壓縮後頸；身體中央橫帶不延伸到對背鰭之上，背鰭硬棘10枚；軟條10至17枚；臀鰭硬棘2枚；軟條14至15枚。體長可達14公分。

## 生態
本魚主要生活在岩礁區，與海葵形成共生互利關係，並且不受宿主帶刺觸手的影響，為雌雄同體，具有嚴格的階級劃分，雌魚最大，繁殖中的雄魚第二大，並且隨著等級下降，雄魚非繁殖者逐漸變小，如果唯一的繁殖雌性死亡，繁殖的雄魚將變成雌魚，而最大的非繁殖者將成為繁殖的雄魚，屬雜食性，以藻類和浮游生物為食。

## 經濟利用
多為觀賞魚。